# ボチョウジ
ボチョウジ Psychotria asiatica はアカネ科の植物。全株が深緑色の低木で、別名にリュウキュウアオキがあり、奄美大島ではシギク、シジク、クダハギ、シズクと呼ぶ。

## 特徴
常緑性の低木で高さ1.5-3メートルほどになる。全体に毛がない。托葉は広3角形で先端は尖るか浅く2裂しており、長さ5ミリメートル、早くに脱落する。葉は革質で長楕円形から狭長楕円形で長さ7-17センチメートル、幅2.5-5センチメートル、基部は鋭く狭まって長さ1-1.5センチメートルの葉柄に続く。
花期は6-7月で枝先に集散花序を出し、まばらに多数の花をつける。包葉はごく小さくて鱗片状。萼は杯形で長さ1mm、幅2ミリメートルで先端には5歯がある。花冠は緑白色で短い漏斗形、長さ約4ミリメートル。筒部は短くて先は広がって5裂し、裂片は狭卵形で先が尖って長さ約2ミリメートル。花筒の内側には柔らかな白い毛が密生する。
液果は球形で径5-6ミリメートル、赤く熟する。
和名について、福岡は花の形がクローブとして使われるチョウジノキに似ていることによるとする説を紹介しつつも『説得力に欠ける』と評している。また、別名のリュウキュウアオキはアオキのように茎が緑色であることによるが、乾燥させると葉も茎も赤っぽくなる。牧野はリュウキュウアオキの別名としてボチョウジを取り上げ、ただしその意味は不明としている。

## 分布と生育環境
日本では屋久島、種子島から琉球列島に広く分布する。国外では台湾、中国南部、インドシナから知られる。
常緑樹林の林床に生える。沖縄ではスダジイを主体とする山地の森林に生える。沖縄の非石灰岩地帯に発達するスダジイを中心とする森林をリュウキュウアオキ－スダジイ群団域としてまとめる。

### 学名について
本種の学名として、日本では従来は Psychotria rubra (Lour.) Poir. (1816) が使われてきた。P. asiatica はリンネが1759年に史上初めてボチョウジ属のタイプ種として記載したものであるが、当初の記載が簡素なもので、しかも標本の指定もされていなかった。図として指定されたものは別地域の別種のものであった。ただし彼の標本にはこの記載の根拠となったらしい標本が2点保存されている。後の研究者（ラマルクも重要な役割を担っている）によってこのような部分は検討され、この学名に当たる植物は確定された。しかしこのような困難があったためか、P. asiatica の学名は多くの研究者が使用を避ける傾向があり、確認が取れないままに複数の種が記載され、タイプとの比較検討がなされないままにそれらの学名で同定されてきたらしい。日本産のものについて言えば、P. rubra を厳格に比べるとより葉が大きく、また乾燥させた場合に赤っぽくでなく灰色に変色するといい、むしろ P. asiatica と形質が一致するという。従って日本産のものは P. asiatica であると判断されている。

## 近似種など
ボチョウジ属の植物は日本に5種あり、中でもナガミボチョウジ Psychotria manillensis は外見的にもよく似ており、また分布域も重複する。違いとしては名前の通り、本種の果実がほぼ球形であるのに対し、この種では長さ8-13mmの楕円形の果実をつける。また葉の形がこの種では倒卵形である点、葉がやや大きい点でも異なる。生態的にも異なっており、いずれも森林の林床を構成するものであるが、本種がスダジイ林に生育するのに対し、ナガミボチョウジは石灰岩地の森林に生育する。例えば沖縄本島では中南部は隆起珊瑚礁の地が大部分で、そこには主にこの種が、北部は火成岩性の丘陵地が主であり、そこには主に本種が出現する。

## 利用
中国では若枝と葉を薬用に用い、喉の炎症などに効くとする。沖縄では祭祀に用いられた。

## 画像

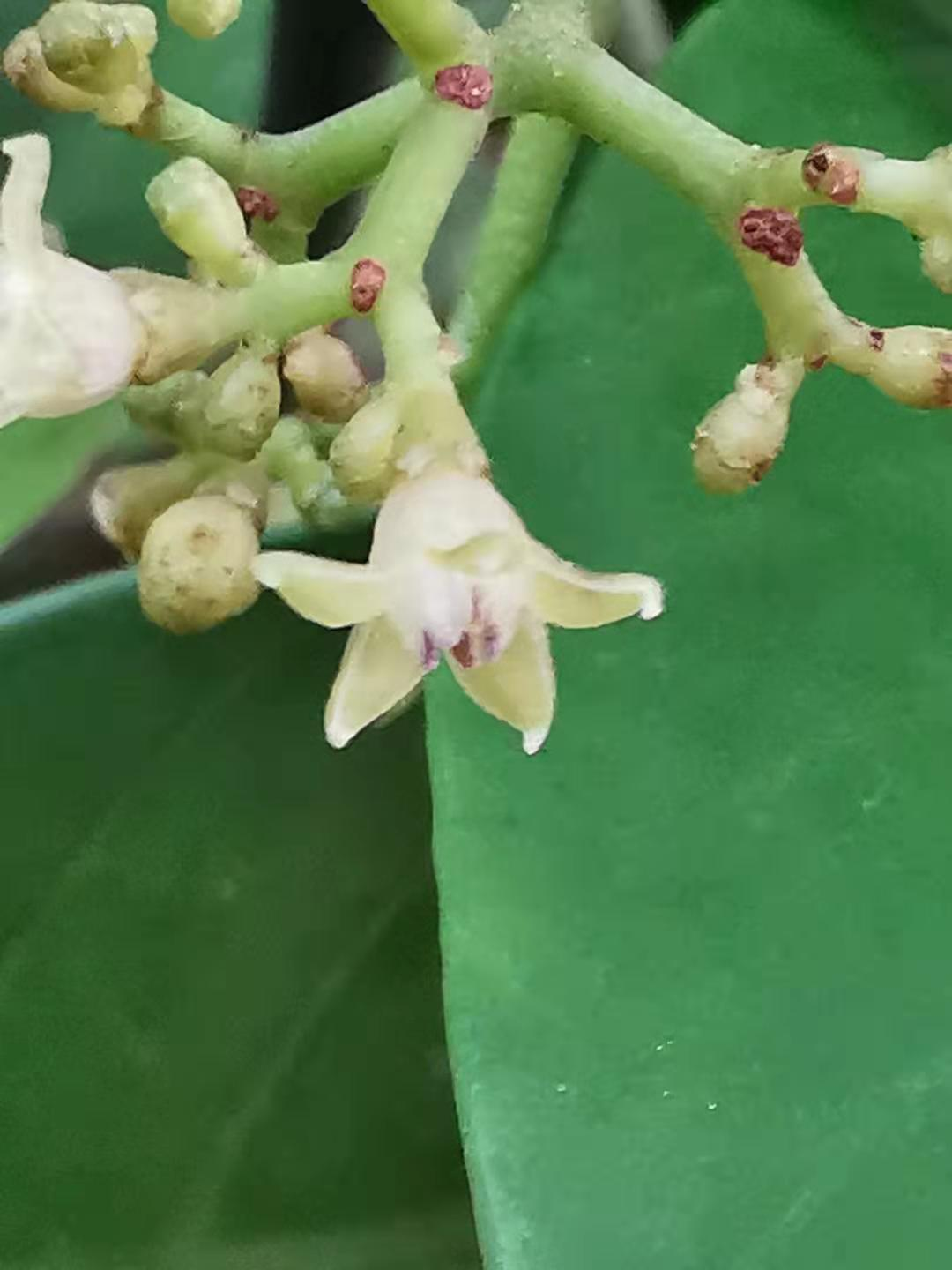
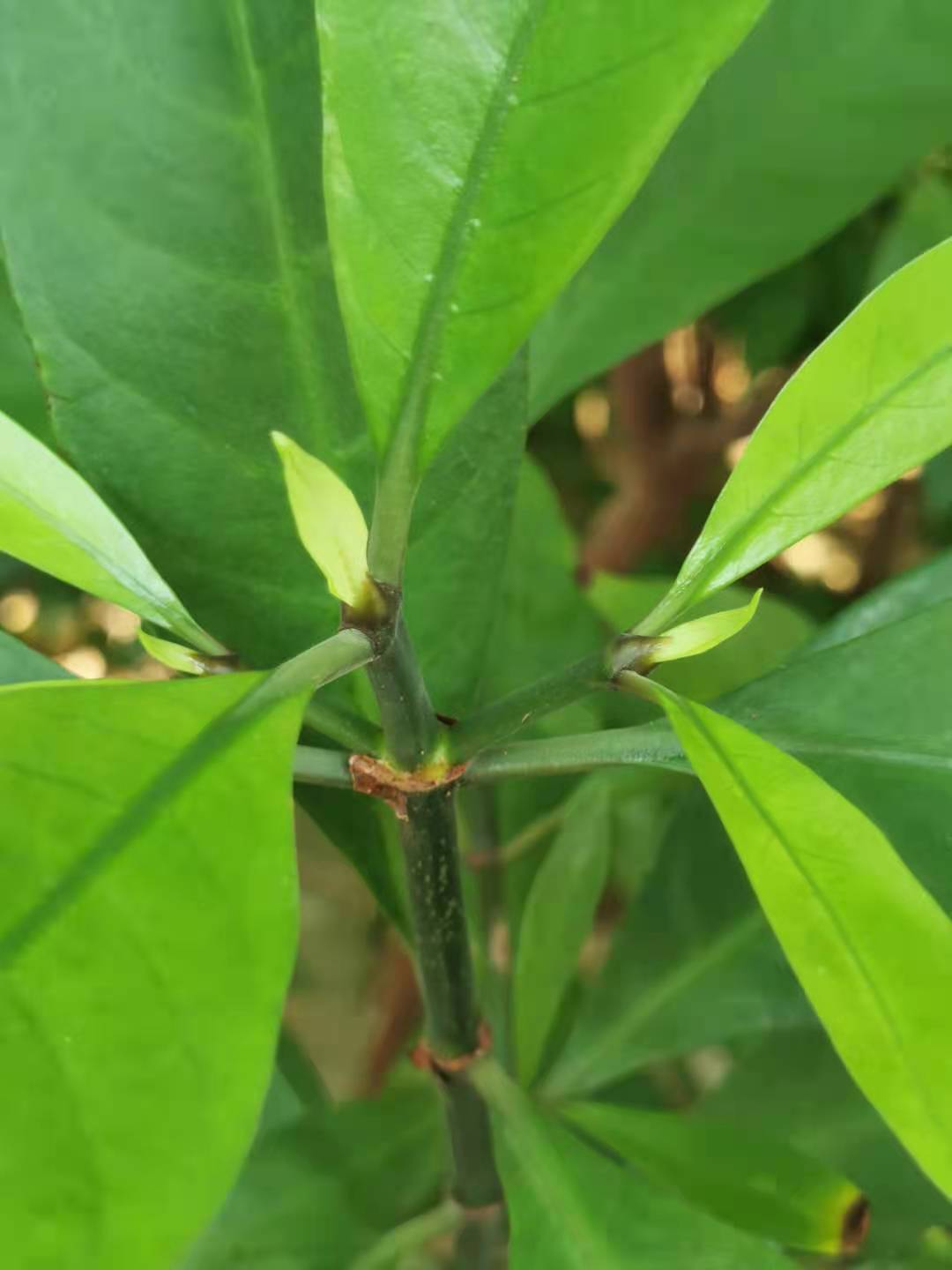
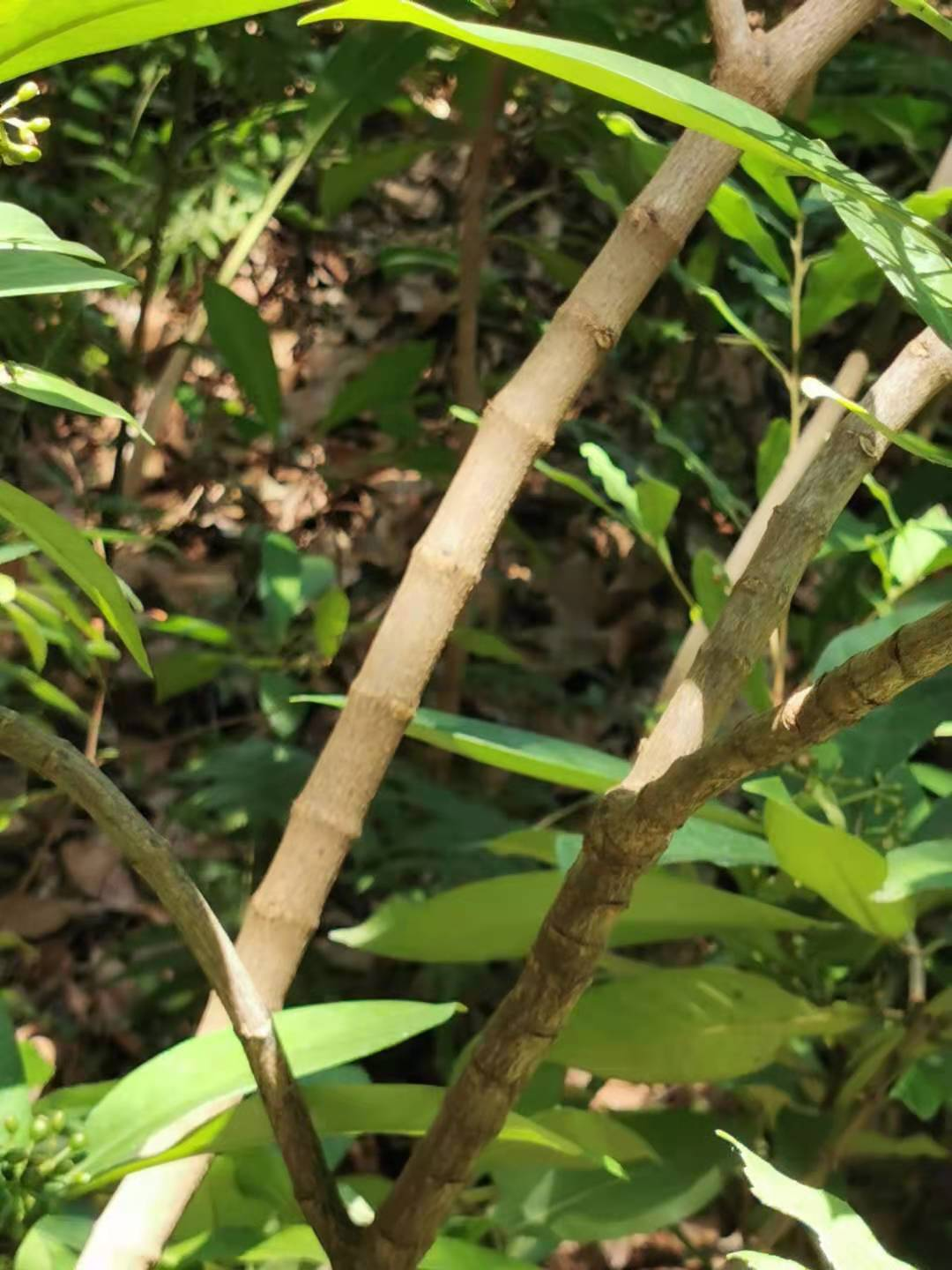
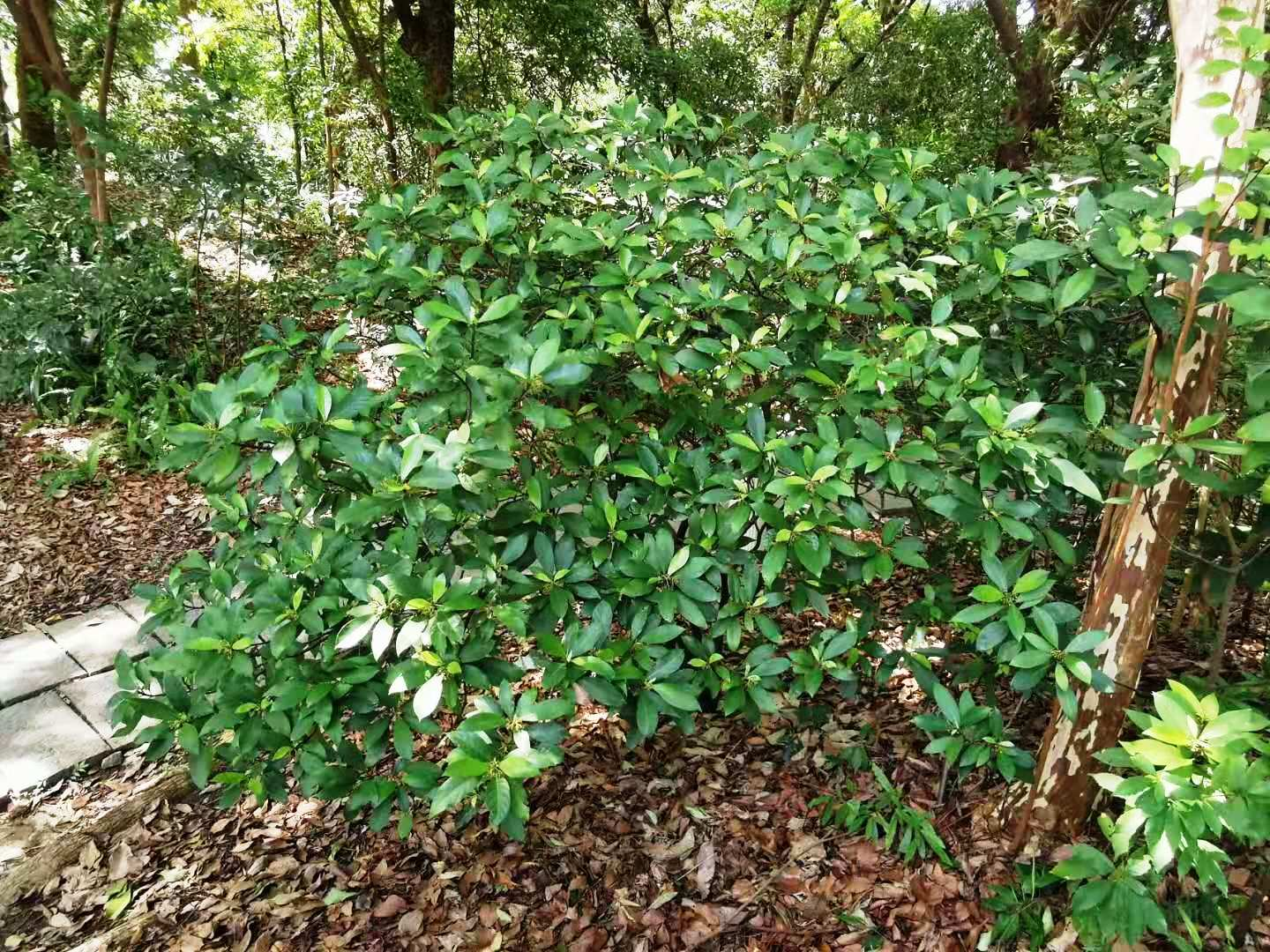
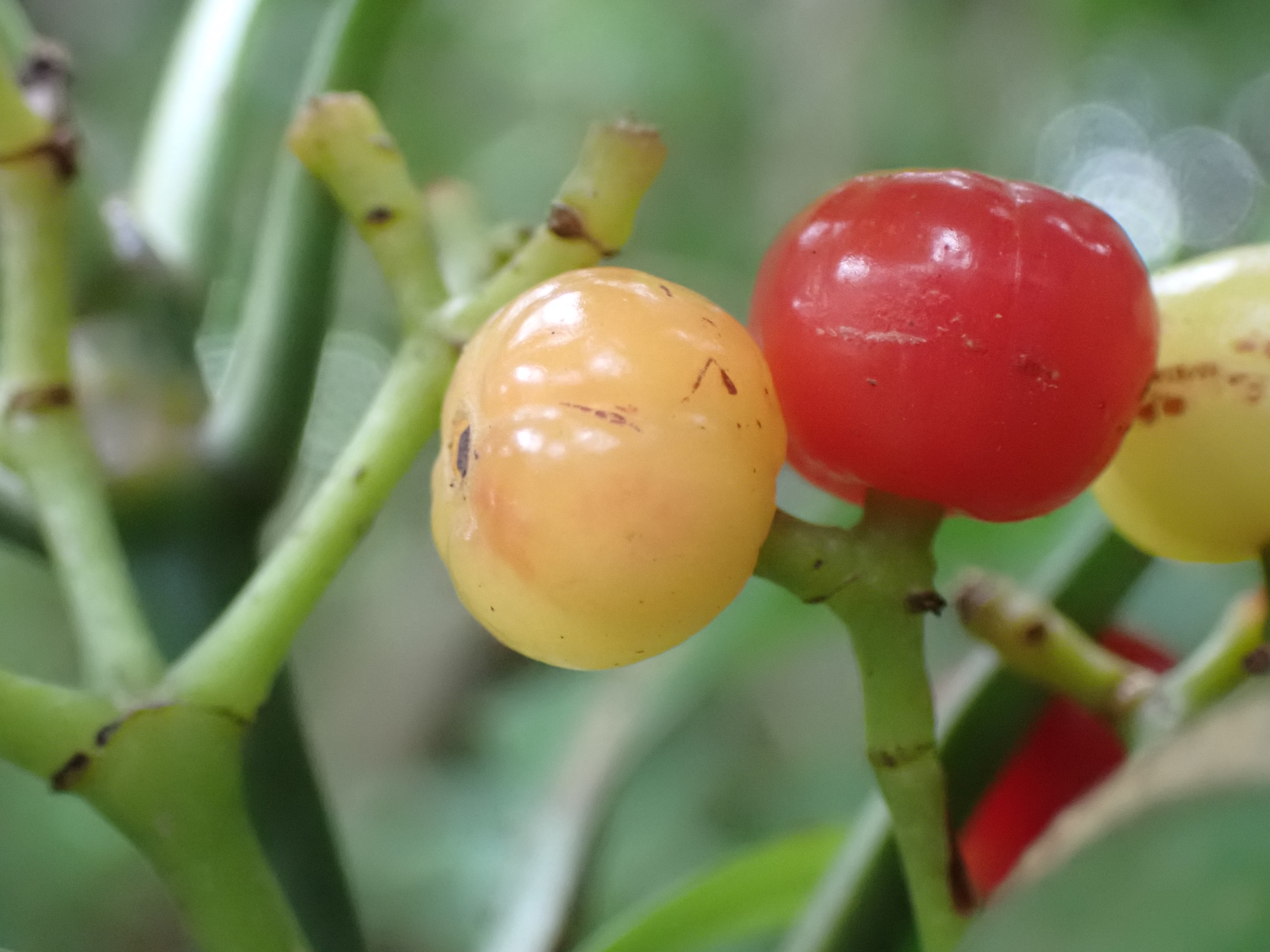
実はほぼ球形で、縦方向に筋が入る
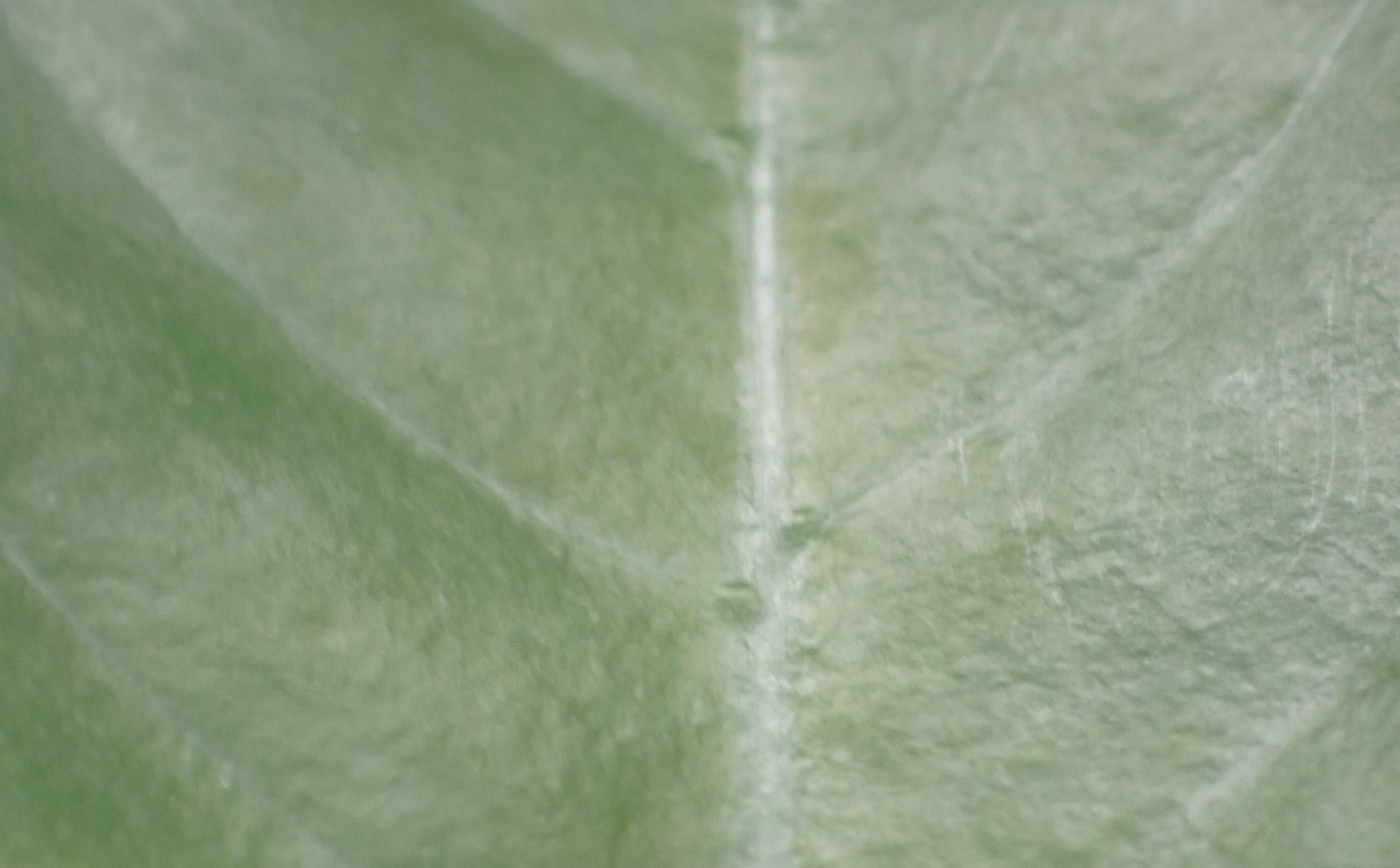
葉脈基部にダニ室の膨らみがあるのが葉表からわかる